# Odise Roshi
Odise Roshi (Fier, 22 de maio de 1991) é um futebolista profissional albanês que atua como meia, atualmente defende o HNK Rijeka.

## Carreira
Odise Roshi fez parte do elenco da Seleção Albanesa de Futebol da Eurocopa de 2016.